# João Fagundes
João Batista da Silva Fagundes (Uruguaiana, RS, 5 de abril de 1936) é um militar e político brasileiro que foi deputado federal por Roraima.

## Dados biográficos
Filho de Euclides Fagundes e Florentina da Silva Fagundes. Aluno da Escola Preparatória de Cadetes de Porto Alegre e a Escola de Educação Física do Exército, concluiu o curso de formação de oficiais pela Academia Militar das Agulhas Negras em 1958 onde graduou-se engenheiro militar. Advogado pela Faculdade de Direito da Universidade Federal do Rio de Janeiro em 1965 e três anos depois obteve doutorado em Direito Penal na respectiva universidade. Em 1971 ingressou na Escola de Aperfeiçoamento de Oficiais e logo depois na Associação dos Diplomados da Escola Superior de Guerra participando do ciclo de estudos sobre política. Chefe de gabinete do Superior Tribunal Militar, foi professor da Associação de Ensino Unificado do Distrito Federal, dentre outras instituições.
Eleito deputado federal pelo PDS de Roraima em 1982, faltou à votação da Emenda Dante de Oliveira em 1984 e escolheu Tancredo Neves no Colégio Eleitoral em 1985. Derrotado ao buscar a reeleição pelo PMDB em 1986, chefiou o escritório do governo roraimense em Brasília e foi consultor jurídico do Superior Tribunal Militar. Eleito deputado federal em 1990, votou a favor do impeachment de Fernando Collor.
Em 1998 o presidente Fernando Henrique Cardoso indicou João Fagundes e o Senado Federal aprovou seu nome para ministro do Superior Tribunal Militar, contudo, por ser militar da reserva não poderia ocupar uma cadeira destinada especificamente a um nome civil, neste caso decorrente da aposentadoria de Paulo Cesar Cataldo, ademais o fato de ser irmão do ministro Aldo Fagundes proibia sua ascensão à corte, entendimento convalidado pelo Supremo Tribunal Federal.
Durante a última passagem de Ottomar Pinto como governador de Roraima foi secretário de Segurança Pública e reassumiu a chefia do escritório de representação do governo estadual em Brasília.